# Hensel Studiotechnik
Hensel-Visit GmbH & Co. KG entwickelt und vertreibt Blitz- und Beleuchtungstechnik für Fotografen und den Industriebereich. Zudem bietet das Unternehmen jegliches Zubehör für die Outdoor- und Studiofotografie. Die Zentrale hat ihren Sitz in Würzburg, Bayern. Seit September 2019 befindet sich das Unternehmen in einem eröffneten Insolvenzverfahren.

## Firmengeschichte
Am 4. Februar 1963 wurde das Unternehmen von den Eheleuten Wolfgang und Ingrid Hensel gegründet. Der Markteintritt begann mit der Entwicklung und Herstellung von Halogenleuchten und Blitzgeräten, die an professionelle Fotostudios in Deutschland verkauft wurden. Anfang der 1970er Jahre wurde Hensel-Visit GmbH & Co.KG zum Vertriebspartner von Bowens International Ltd. Nach einigen Jahren der Zusammenarbeit entwickelte und produzierte Hensel-Visit GmbH & Co.KG hauseigene Blitzgeräte. Im Jahr 1968 begann das Unternehmen mit Verkaufsaktivitäten im europäischen und asiatischen Raum. 1970 wurde die Hensel-Frontprojektion eingeführt. Im gleichen Jahr begann der Export in die USA.
1982 wurde die Entwicklung der ersten eigenen Hensel-Blitzgeräte durchgeführt. Sie führte 1984 zur Vorstellung der „Miniflash“-Reihe auf der photokina, die jedoch zwei Jahre später (1988) durch die bekannte „EXPERT“-Serie ergänzt wurde. Im Jahr darauf wurde das Portfolio von Hensel-Visit GmbH & Co.KG mit Blitzgeneratoren und weiterem Zubehör für die professionelle Fotografie erweitert. Im Folgenden erschlossen sich stückweise neue Märkte im Raum China und Indonesien. Darüber hinaus wurden Seminare in Europa und Asien veranstaltet. 1993 schied Wolfgang Hensel nach 30 Jahren aus dem Unternehmen aus und setzte sich zur Ruhe. 
Im Juni 2019 stellte die Firma am Amtsgericht in Würzburg einen Antrag auf Insolvenz. Das Insolvenzverfahren wurde im September des Jahres eröffnet und die Bendel Insolvenzverwaltung in Würzburg zum vorläufigen Insolvenzverwalter ernannt. Nach Angaben des Unternehmens wurde der Insolvenzantrag eingereicht um eine erfolgreiche Umstrukturierung zu unterstützen, die zunächst auch personelle Konsequenzen hatte: Der vorige Geschäftsführer Guido Puttkammer verließ zum 31. März 2020 das Unternehmen und wurde vom neuen Geschäftsführer Andreas Stöhr abgelöst.

## Produkte
Die Firma ist vor allem als einer der bedeutendsten Hersteller von Studioblitzanlagen bekannt.